# Мікаела Конлін
Мікае́ла Ко́нлін (англ. Michaela Conlin, нар. 9 червня 1978) — американська театральна та телевізійна акторка, найбільш відома за роль Енджели Монтенегро у американському серіалі каналу FOX Кістки.

## Раннє життя
Народилась у Аллентауні, Пенсільванія. Вона наполовину китайка та наполовину ірландка. У віці шести років вона вперше зіграла на сцені і після того продовжувала брати участь у різних регіональних виставах у штаті Пенсильванія. Конлін відвідувала середню школу Паркладу у Саут Вайтхол Тауншіп, де вона грала у таких виставах, як Bye Bye Birdie та The Crucible.
Вона випустилася зі школи у 1996, після чого вона переїхала у Нью-Йорк, щоб навчатись у Нью-Йоркському Університеті Тіш на професію актора. продовжуючи навчатись на бакалавру на спеціальності «Акторство», вона брала участь у багатьох продукціях Атлантик Тіатр Компані та у Театральній Школі Плейврайтс Горізонс, а також поїхала у Амстердам, де вона навчалась з програмою Експеріментал Тіатр Вінгс.

## Кар'єра

### Телебачення
Після того як Конлін випустилась із Тішу, вона розпочала роботу із документальним фільмом The It Factor, який фокусувався на житті молодих акторів у Нью-Йорку. Незабаром після того, Конлін переїхала у Лос-Анджелес, де вона отримала роль у серіалі Лікарі, граючи молодого інтерна, яка працює під наглядом двох лікарів, яких грали Вілліам Фітчнер та Джон Ханна. Пізніше вона отримала головну роль у драмі Окружний прокурор, де вона грала відвертого політичного консультанта при окружному прокурорі.
Зараз Конлін грає Енджелу Монтенегро у популярному серіалі каналу FOX Кістки, де грають Емілі Дешанель та Девід Бореаназ. У 2008 році її було номіновано на Asian Excellence Award у категорії Найкраща Акторка Другого Плану у Телевізійному Серіалі за її роль У Кістках.

### Фільми
Крім її роботи на телебачення, Конлін також появилась у декількох фільмах (Гарменто, Важке кохання (з Едрієном Броді), незалежний фільм Відкрите вікно (разом з Робін Туні)).
Вона також грала Мей у фільмі Зачарована з Емі Адамс, але всі її слова були вирізані і їх можна подивитись тільки на DVD.
Конлін також з'явилась у фільмі 2011 року Лінкольн для адвоката разом із Меттью Макконехі та Марісою Томеї.

## Фільмографія

### Телебачення
- Закон і порядок «Swept Away — A Very Special Episode» (2001) — Рокі
- Дивізія (2002) — режисер
- Лікарі (2002) — Др. Меггі Янг
- JAG (2003) — Мері Неш
- Окружний прокурор (2004) — Джінет МакМахон
- Кістки (2005 — дотепер) — Енджела Монтенегро

### Фільми
- Важке кохання (2001) — Кара
- Pipe Dream (2002) — репортер
- Гарменто (2002) — Марсі
- Відкрите вікно (2006) — Міранда
- Зачарована (2007) — Мей
- Адвокат на лінкольні (2011) — Гайді Собел
- Ще одне справжнє кохання (2023) — Марі